# Lithuanian International 2016
Die Lithuanian International 2016 im Badminton fanden vom 9. bis zum 12. Juni 2016 in Kaunas statt.

## Die Sieger und Platzierten
| Disziplin    | Gold                                   | Silber                                 | Bronze                             |
| ------------ | -------------------------------------- | -------------------------------------- | ---------------------------------- |
| Herreneinzel | Kasper Lehikoinen                      | Sergey Sirant                          | Kyrylo Leonov                      |
| Herreneinzel | Kasper Lehikoinen                      | Sergey Sirant                          | Adam Mendrek                       |
| Dameneinzel  | Elena Komendrovskaja                   | Irina Amalie Andersen                  | Yvonne Li                          |
| Dameneinzel  | Elena Komendrovskaja                   | Irina Amalie Andersen                  | Anastasiia Semenova                |
| Herrendoppel | Łukasz Moreń Wojciech Szkudlarczyk     | Andrei Ivanov Anton Nazarenko          | Kristjan Kaljurand Raul Käsner     |
| Herrendoppel | Łukasz Moreń Wojciech Szkudlarczyk     | Andrei Ivanov Anton Nazarenko          | Mykola Martynenko Sergey Don       |
| Damendoppel  | Ekaterina Bolotova Anastasiia Semenova | Ekaterina Kut Daria Serebriakova       | Kristin Kuuba Helina Rüütel        |
| Damendoppel  | Ekaterina Bolotova Anastasiia Semenova | Ekaterina Kut Daria Serebriakova       | Yevgeniya Paksyutova Mariya Rud    |
| Mixed        | Denis Grachev Ekaterina Bolotova       | Paweł Śmiłowski Magdalena Świerczyńska | Vladzislav Kushnir Krestina Silich |
| Mixed        | Denis Grachev Ekaterina Bolotova       | Paweł Śmiłowski Magdalena Świerczyńska | Dmitrii Riabov Maria Shegurova     |